# Shiu-Yuen Cheng
Shiu-Yuen Cheng (鄭紹遠) é um matemático de Hong Kong. É Professor de Matemática da Universidade de Ciência e Tecnologia de Hong Kong.
Cheng obteve um Ph.D. na Universidade da Califórnia em Berkeley, orientado por Shiing-Shen Chern.
Em 2012 foi eleito fellow da American Mathematical Society.

## Publicações
- Eigenfunctions and eigenvalues of Laplacian, in: Differential geometry (Proc. Sympos. Pure Math., Vol. XXVII, Stanford Univ., Stanford, Calif., 1973), Part 2, Providence, R.I.: American Mathematical Society, p. 185–193
- Eigenvalue Comparison Theorems and its Geometric Applications, Mathematische Zeitschrift, Volume 143, 1975, p. 289–297